# Boys On Film: Bad Romance
Boys On Film: Bad Romance è un film antologico del 2011 composto da cortometraggi di diverse nazionalità.
Si tratta del settimo film della serie Boys On Film.

## Trama
Film ad episodi.
In Cappucino, Jérémie è un ragazzo timido che nasconde un grande segreto: la sua omosessualità.
In Curious Thing, Jared e Sam iniziano una relazione sentimentale.
In Chingusa-i?, Seok visita il suo fidanzato Min-soo che serve come militare ma dichiara che i due sono solo amici.
In Torten im Sand, Tim e Julian sono profondamente innamorati ma non riescono a trovare la felicità tra le lenzuola.
In Shmor Alai, Eitan, giovane soldato di un'unità segreta d'elite, viene portato dai suoi compagni in giro per Tel Aviv a festeggiare.
In The New Tenants, un vicino curioso, un commerciante drogato ed un marito armato sono i protagonisti di questo cortometraggio vincitore di un premio Oscar.
In Miroirs d'été, Julien è un giovane che cerca di dare un senso al suo orientamento sessuale.
In Haboged, Tomer e Shmulik sono una coppia. Dopo una cena, uno di loro annuncia all'altro di voler rompere. Il dolore prende il sopravvento sulla loro intimità e la notte prende una svolta inaspettata.
In Communication, il giovane Jacob è un ragazzo solo e alla deriva con un'ossessione per un suo vecchio insegnante.
In The Strange Ones, un uomo ed un ragazzo che viaggiano per una destinazione sconosciuta si fermano a riposare nella piscina di un motel.